# Морроу, Мари
Мари́ Каша́на Морро́у (англ. Mari Kashana Morrow; 18 февраля 1974, Майами, Флорида, США) — американская актриса

, кинопродюсер и фотомодель.

## Биография
Мари Кашана Морроу родилась 18 февраля 1974 года в Майами (штат Флорида, США). Морроу начала актёрскую карьеру в детстве, играя в театральных постановках, чтобы помочь собрать средства для бедных студентов колледжа. Она училась в Тисской школе искусств Нью-Йоркского университета, где она специализировалась в танцах и театре.
Начиная с 1992 года, Мари сыграла в 64-х фильмах и телесериалах. Помимо актёрской карьеры, Морроу также работает риелтором в Лос-Анджелесе, штат Калифорния.
В 1994—1997 годы Мари была замужем за бизнесменом Карлом Джонсоном. У Морроу есть два сына, младший из которых родился 6 февраля 2016 года.

## Избранная фильмография
| Год       |   | Русское название                 | Оригинальное название                   | Роль               |
| --------- | - | -------------------------------- | --------------------------------------- | ------------------ |
| 1992      | с | Спасатели Малибу                 | Baywatch                                | Пэм / Уэнди Мэллой |
| 1992—1997 | с | Дела семейные                    | Family Matters                          | Уанейша            |
| 1993      | с | Принц из Беверли-Хиллз           | The Fresh Prince of Bel-Air             | Синди              |
| 1994      | с | Дневники Красной Туфельки        | Red Shoe Diaries                        | Тони Рид           |
| 1995      | ф | Дети кукурузы 3: Городская жатва | Children of the Corn III: Urban Harvest | Мария Элкман       |
| 1995      | ф | Телесные повреждения             | Bodily Harm                             | Дайана             |
| 1995      | с | Одна жизнь, чтобы жить           | One Life to Live                        | Рейчел Гэннон      |
| 1995      | ф | Виртуозность                     | Virtuosity                              | Линда Барнс        |
| 1996      | с | Скользящие                       | Sliders                                 | Моник              |
| 1998      | с | Сестра, сестра                   | Sister, Sister                          | Дина               |
| 1998      | ф | Мертвец в колледже               | Dead Man on Campus                      | Кристин            |
| 1999      | с | Паркеры                          | The Parkers                             | Дезири Литтлджон   |
| 2003      | ф | Национальная безопасность        | National Security                       | Лола               |
| 2004      | с | Пища для души                    | Soul Food                               | Найла              |
| 2005      | ф | Сегодня ты умрёшь                | Today You Die                           | Джада              |
| 2009      | с | Все ненавидят Криса              | Everybody Hates Chris                   | Лиза Левин         |
| 2009      | ф | Пастор Браун                     | Pastor Brown                            | Эдриан             |
| 2011      | ф | Большие мамочки: Сын как отец    | Big Mommas: Like Father, Like Son       | Миссис Мерсье      |
| 2012      | с | Контакт                          | Touch                                   | Энн-Мари           |